# Thomas Reinmann
Thomas Reinmann (Langenthal, 9 aprile 1983) è un ex calciatore svizzero, di ruolo difensore.